# 闪光 (［Alexandros］歌曲)
〈闪光〉（日语：閃光）是日本摇滚乐团[Alexandros]的第19张单曲。于2021年5月5日由环球音乐发行。其封面单曲〈闪光〉也是动画电影《机动战士GUNDAM 闪光的哈萨维》第一部的主题曲。

## 概要
〈闪光〉为组合的第19支作品，距上部作品〈Beast〉时隔6个月后再次发表新作。标题曲〈閃光〉是松竹发行电影也是令和时代首部高达系列电影《机动战士GUNDAM 闪光的哈萨维》第一部的主题曲。单曲以完成制作限定盘、初回限定盘（分DVD和蓝光光碟两种格式）、普通版等三种版本4个规格发售。CD中除了单曲的原音轨之外还收录有英语版和伴奏带版。完成制作限定版中，为配合商业宣传，同包装还附带了[Alexandros]团队参与设计的原创配色版HGRX-78-2高达模型，而单曲包装封面采用的是影片中登场的Ξ高达的影像。在首发限定盘的特典DVD以及蓝光光碟中，收录了包括通常在现场无法看到的在下北泽SHELTER录制的包含标题曲〈闪光〉在内6首曲目的现场视频。这首疾驰感摇滚以强劲戏剧张力为三部曲揭开序幕，既呈现战争造成的创伤以及恐怖主义议题，又以爆发力旋律刻画出主角挣脱昔日情感桎梏的挣扎，[Alexandros]标志性音色成功构筑起影片叙事基底。

## 制作
组合原来的鼓手庄村聪泰因“局限性肌张力障碍”而退团，庄村聪泰休养期间作为支持鼓手参加的Riad伟武则正式加入了乐队，本单曲就成为新组合后首次发行的作品。对于电影《机动战士GUNDAM 闪光的哈萨维》启用本单曲为主题曲的理由，其制片人小形尚弘表示：“GUNDAM系列近年来在（日本）海外也很受欢迎，觉得在这部作品中能与一同拓展海外市场的艺人合作的话会大有益处，因此才向有同样目标的[Alexandros]发出了制作委托。”
〈闪光〉将高达系列宏大的世界观与吉他摇滚相融合。开头是白井真辉略带伤感的吉他独奏，在其他成员加入演奏的瞬间，乐调突然加速，同时一口气插入主唱川上洋平“现在还来得及，编织出新的世界”这样锐利声线演绎的歌词，之后是矶部宽之灵光一闪的碰撞与Riad伟武的节奏部分相互包含，直白反映出[Alexandros]鲜明的摇滚风格。为了制作封面单曲，组合特意读完了电影的原著小说。有鉴于机动战士高达故事中的机动战士是由虚构金属高达尼姆合金制造而成，所以本单曲的MV特地选择在港口地带拥有约1000万平方米广阔场地的日本制铁东日本制铁所所在的鹿岛厂区，花费3天时间进行录制。

## 宣传和发行
在2020年3月24日，电影《机动战士高达 闪光的哈萨维》第一部的制作方在东京的Zepp DiverCity举行名为“GUNDAM FAN GATHERING-‘闪光的哈萨维’Heirs to GUNDAM-”的粉丝见面会上，摇滚乐组合[Alexandros]首次被公开将为本片制作主题曲。〈闪光〉最早出现在2021年3月26日公开的电影第二部正式预告片中。之后又再一次出现在了影片制作方于电视台投放的剧情篇广告中。
而电影第二部正式预告片公开的前几天，制作方发布消息，为了配合电影上映，本单曲将在2021年5月5日以三种规格正式公开发售。在常规的普通版以外，单曲还将配合制作方的电影宣传发布首发限定版和完全生产限定版。其中首发限定版在CD之外还包括有DVD或蓝光光碟格式收录的单曲MV、录制曲目时的现场录像以及下北泽SHELTER的实况录音等。完全生产限定版则是采用影片中登场的Ξ高达的影像作为单曲包装封面，在CD之外同包装附带一台由[Alexandros]组合以自身代表色为灵感设计的原创配色版HG的RX-78-2高达模型。
随着新型冠状病毒疫情在日本2021年春天再次恶化，电影制作方于2020年11月首次宣布电影延期上映后，2021年4月26日下午又再次宣布影片上映延期。但与此同时的公告却表示，本单曲的普通版CD发售日仍旧保持在2021年5月5日不变，但是附带特别配色版模型的限定版将延期至影片新的公映日5月21日在影院现场发售。2021年4月26日在各配信网站开始先行发布本单曲的MV，同时也开启了线上预订阅的活动，在iTunes还开启了抽签送礼预售活动。5月5日，单曲CD正式发售。
2021年6月11日，乐团在YouTube频道上发布了《闪光》（英文版）的动画版MV。其中就有动画电影中登场的几位主人公以及在电影《机动战士高达 逆袭的夏亚》中出场的角色葵丝·帕拉雅战斗的场景。

## 商业成绩
单曲上架首周就在日本《告示牌》的下载歌曲榜单中获得第3位的成绩，然而到了下一周就下滑到了第5位。而在日本《告示牌》的熱門動畫金曲榜榜单上，单曲首周登上排名第6，隔週上升至第4位。单曲MV在YouTube上架不到一个月就有超过260万次的播放量。在发行104周后，本曲在Billboard JAPAN排行榜上的流媒体播放量总计超过1亿次。

## 现场演唱
在2021年4月13日电影制作方于Zepp DiverCity举行的完成报告会和新消息披露会上，[Alexandros]现场演唱了主题曲〈闪光〉。实体盘发售后的5月7日，组合作为嘉宾出现在朝日电视台播出的《MUSIC STATION》节目中，作为新成员的Riad伟武也与其他成员一起为观众现场演绎封面主打曲。

## 收录曲目
| CD单曲 | CD单曲     | CD单曲 |
| 曲序   | 曲目       | 时长   |
| ------ | ---------- | ------ |
| 1.     |            | 4:26   |
| 2.     | （英文版） |        |
| 3.     | （伴奏带） |        |

| DVD/蓝光光碟（仅首发限定版附带） | DVD/蓝光光碟（仅首发限定版附带） |
| 曲序                             | 曲目                             |
| -------------------------------- | -------------------------------- |
| 1.                               | Adam's Apple Pie                 |
| 2.                               | Revolution, My Friend            |
| 3.                               | My Blueberry Morning             |
| 4.                               | Stimulator                       |
| 5.                               |                                  |
| 6.                               | For Freedom                      |

## 脚注
1. ↑  . ORICON NEWS. （原始内容存档于2021年5月13日） （日语）.
2. ↑  . ORICON NEWS.   [2021年5月12日]. （原始内容存档于2021年5月6日） （日语）.
3. ↑  . ORICON NEWS. （原始内容存档于2021年5月12日） （日语）.
4. ↑  . Billboard JAPAN Charts.   [2021-05-12]. （原始内容存档于2021-05-22） （日语）.
5. ↑  . Billboard JAPAN Daily News.   [2021-05-12]. （原始内容存档于2021-05-10） （日语）.
6. ↑  . Billboard JAPAN Charts.   [2021-05-12]. （原始内容存档于2014-02-26） （日语）.
7. ↑  . Yahoo!ニュース. 2021-05-08  [2021-05-14]. （原始内容存档于2021-05-14） （日语）.
8. ↑  . Billboard JAPAN Charts.   [2021-05-12]. （原始内容存档于2014-02-19） （日语）.
9. ↑  .   [2021-05-13]. （原始内容存档于2020-05-26） （日语）.
10. ↑  . PHILE WEB. 2021-05-12  [2021-05-14]. （原始内容存档于2021-05-14） （日语）.
11. 1 2  .   [2021-04-13]. （原始内容存档于2021-04-13） （日语）.
12. ↑  .   [2021-04-13]. （原始内容存档于2021-04-14） （日语）.
13. 1 2  . Real Sound｜リアルサウンド. 2025-02-11  [2025-04-04] （日语）.
14. ↑  . [Alexandros]. 2021-03-20  [2021-04-06]. （原始内容存档于2021-04-13） （日语）.
15. 1 2  . 2021-04-13  [2021-04-14]. （原始内容存档于2021-04-14） （日语）.
16. ↑  . 2021-03-20  [2021-04-13]. （原始内容存档于2021-04-14） （日语）.
17. 1 2  . Yahoo!ニュース. 2021-03-26  [2021-04-14]. （原始内容存档于2021-04-14） （日语）.
18. ↑  .   [2021-04-13]. （原始内容存档于2021-04-14） （日语）.
19. ↑  .   [2021-04-13]. （原始内容存档于2021-04-15） （日语）.
20. ↑  AEMedia. . new.qq.com. 2020-03-25  [2021-04-07]. （原始内容存档于2021-04-13） （中文（中国大陆））.
21. 1 2  . Yahoo!ニュース. 2021-04-28  [2021-05-14]. （原始内容存档于2021-05-14） （日语）.
22. ↑  . Yahoo!ニュース. 2021-05-06  [2021-05-14]. （原始内容存档于2021-05-15） （日语）.
23. ↑  . Yahoo!ニュース. 2021-05-04  [2021-05-14]. （原始内容存档于2021-05-15） （日语）.
24. ↑  . マイナビニュース. 2021-04-13  [2021-04-14]. （原始内容存档于2021-04-14） （日语）.
25. 1 2  .   [2021-05-12]. （原始内容存档于2021-05-01） （日语）.
26. ↑  . SPICE（スパイス）｜エンタメ特化型情報メディア スパイス. 2020-03-24  [2021-04-16]. （原始内容存档于2021-04-16） （日语）.
27. ↑  . new.qq.com. 2021-03-27  [2021-04-05]. （原始内容存档于2021-04-13） （中文（中国大陆））.
28. ↑  . エキサイトニュース. 2021-04-25  [2021-04-26]. （原始内容存档于2021-04-26） （日语）.
29. 1 2  . [Alexandros]. 2021-03-20  [2021-04-06]. （原始内容存档于2021-04-13） （日语）.
30. ↑  . ライブドアニュース. 2021-04-26  [2021-04-27]. （原始内容存档于2021-04-27） （日语）.
31. 1 2  Inc, Natasha. . 音楽ナタリー. 2021-03-20  [2021-04-06]. （原始内容存档于2021-04-13） （日语）.
32. ↑  . [Alexandros]. 2021-03-20  [2021-04-06]. （原始内容存档于2021-04-13） （日语）.
33. ↑  . www.sponichi.co.jp. 2021-04-26  [2021-04-26]. （原始内容存档于2021-04-26） （日语）.
34. ↑  . ライブドアニュース. 2021-04-26  [2021-04-27]. （原始内容存档于2021-04-27） （日语）.
35. 1 2  . Yahoo!ニュース. 2021-05-12  [2021-05-14]. （原始内容存档于2021-05-14） （日语）.
36. ↑  . Yahoo!ニュース. 2021-06-11  [2021-06-11]. （原始内容存档于2021-06-11） （日语）.
37. ↑  . Yahoo!ニュース. 2021-05-05  [2021-05-14]. （原始内容存档于2021-05-14） （日语）.
38. ↑  . AERA dot. (アエラドット). 2021-05-12  [2021-05-14]. （原始内容存档于2021-05-15） （日语）.
39. ↑  . Yahoo!ニュース. 2021-06-02  [2021-06-02]. （原始内容存档于2021-06-03） （日语）.
40. ↑  . Billboard JAPAN. 2023-05-03  [2023-05-05]. （原始内容存档于2023-05-05） （日语）.
41. ↑  . 電撃ホビーウェブ. 2021-04-14  [2021-04-17]. （原始内容存档于2021-04-17） （日语）.
42. ↑  . まいじつ. 2021-05-10  [2021-05-14]. （原始内容存档于2021-05-15） （日语）.